# دنيس دل فالي
دنيس دل فالي (27 يناير 1989 - ) هو لاعب كرة طائرة بورتوريكو في مركز ليبرو ‏.

## وصلات خارجية
- دنيس دل فالي على موقع الاتحاد الأوروبي (الإنجليزية)
- دنيس دل فالي على موقع عالم الكرة الطائرة (الإنجليزية)